# Квилинг
Квилинг (Quilling) представља форму уметности, где се уз помоћ папира, који се рола, обликује и лепи, праве различити украси.

## Историја
Иако је тачно порекло мистерија, сматра се да је Квилинг настао у Старом Египту. Касније је коришћен у Француској/Италији у доба Ренесансе, када су монаси и монахиње желели да искористе позлаћени папир који се у манастирима користио у процесима обележавања. На тај начин стварали су украсне предмете којима су декорисали верске објекте, као алтернатива скупог злата филиграна. у 18. веку нашао је примену и у Енглеској, када су жене ради разоноде декорисале своје чајнике и делове намештаја. Касније се проширио и на америчко тло, као и на остатак света. Данас се користи за декорацију позивница и честитки (за венчања, рођендане, празнике, прославе). И накит од папира, као и кутијице за накит последњих година су у моди. Поред практичне примене, Квилинг украси могу се наћи и у уметничким галеријама широм Европе и САД. Релативно је једноставан за учење, посебно у поређењу са другим видовима уметности. Одатле и широка примена ове технике у школама, али и уметничким радионицама. 
видови импровизације, јер многи од ових материјала у нашој земљи и нису доступни. 

## Материјал и техника
Папир се сече у траке које се потом савијају, ролају и обликују у различите облике. Тракице су ширине од 3 до 5 mm, а дугачке онолико колико нам је потребно. Најбоље их је исећи у дужини папира, па по потреби скратити. Материјал који је потребан за ову технику су: папири у боји, маказе, лепак, лењир, чачкалице или игле за намотавње. Након што се скалпелом или маказама тракице исеку, помоћу игле намотавају се тракице, а онда се лепком за папир исте и лепе. Маштовитост, стрпљење и труд доводе до очаравајућег резултата. Постоје и напредније технике и специјалне форме папира. Заправо постоји читава палета беспрекорних остварења, као и шаблона за ову технику, које се могу пронаћи на интернету, а за које је, потребно много труда, вежбе и адекватне опреме. Али свакако да постоје различити видови импровизације, јер многи од ових материјала у нашој земљи и нису доступни. Тако је могуће користити штапиће за роштиљ, који се на врху исеку, како би се тракица намотала, или чак иглу за штрикање. Када се заврши мотање, тако добијен кружић се може само залепити да се не одмота или пустити да се мало одмота, а затим нежним покретима направити жељени облик. Постоје и шаблони по којима се могу правити одређени облици.